# Sistema de parada i arrencada

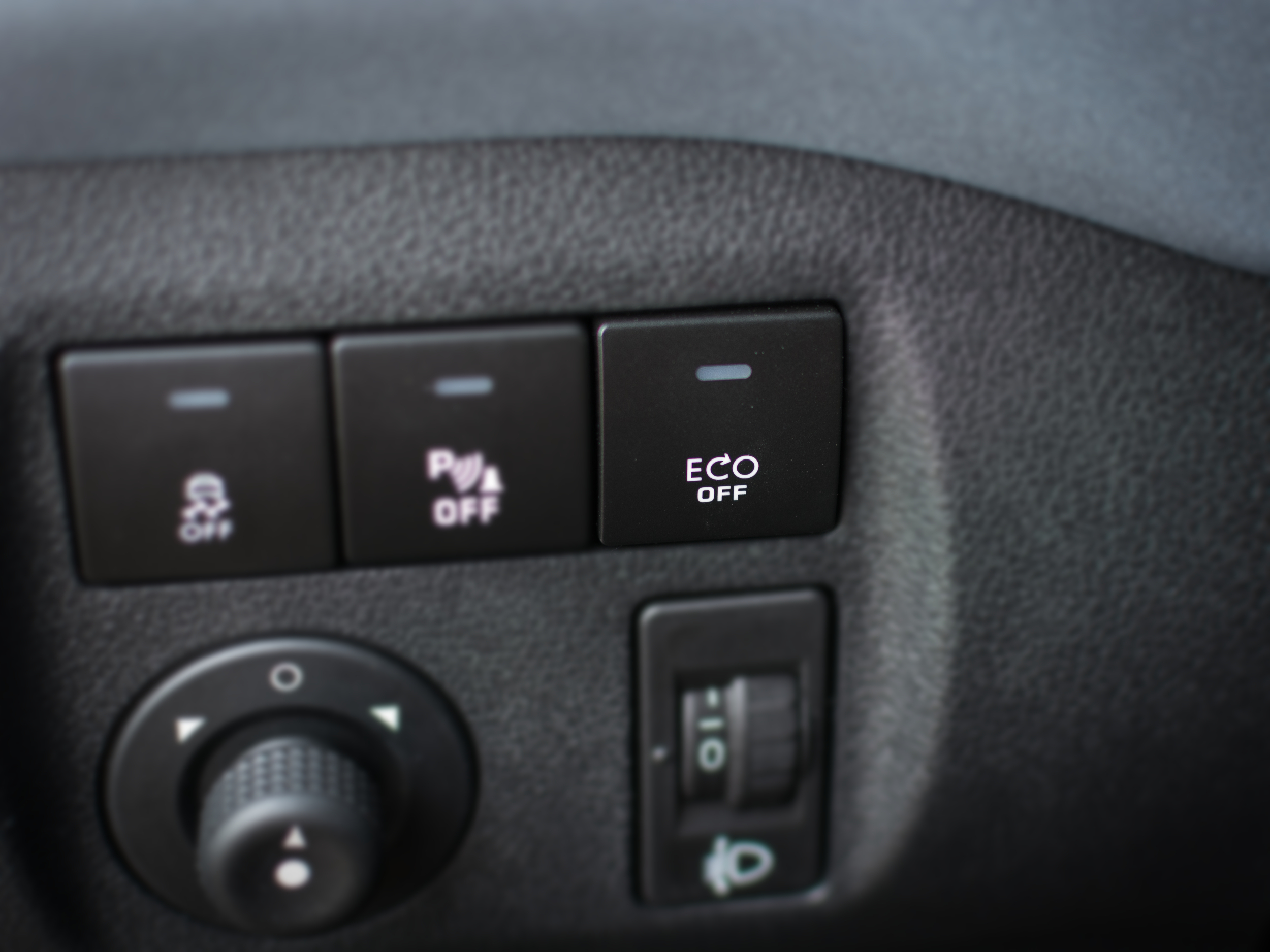
Botó per poder desactivar el sistema en un Citroën Berlingo.

El sistema de parada i arrencada (anglès stop-start system) és un dispositiu de reinici automàtic que para i re-arranca el motor d'un vehicle per tal d'estalviar combustible i per reduir la contaminació. És útil sobretot en el transit urbà o en embotellaments, ambdós caracteritzats per parades freqüents.

## Història
El principi no és nou, perquè els cotxes de luxe dels anys trenta sovint estaven equipats amb un sistema «dynastart», un gran dinamo/arrencador, normalment muntat directament al final del cigonyal i el principal avantatge del qual era permetre una arrencada del motor flexible i tranquil·la.
Les emissions de monòxid de carboni i el primer xoc de petroli van empènyer els fabricants automobilístics cap a les tecnologies per reduir el consum de combustible. Ja el 1974, Toyota comercialitzava el seu Toyota Crown de sis cilindres amb un interruptor automàtic d'arrencada, per estalviar un 10% de combustible en els embotellaments.
El principi de Stop & Start manual va ser desenvolupat el 1981 per Volkswagen pel seu Polo Formula E (per a «econòmic») amb un sistema semiautomàtic (parada per pressió manual d'un botó "Stop" i reinici automàtic)
El primer sistema automàtic Stop & Start va ser proposat per Fiat al Regata ES (per Energy saving, estalvi d'energia), llançat el 1983. Es va trigar deu anys més a revisar el sistema sobre el Volkswagen Golf III de 1994, que no tindrà èxit.
Volkswagen va llançar el 1999 un dispositiu de parada i arrencada als models Lupo 3L i Audi A2 3L, però sobretot a Citroën amb C3 Stop i Start per al públic general a finals del 2004 per un modest cost addicional. L'alternador és reversible i la tecnologia només s'associa a caixes manuals robòtiques. L'impuls a la tecnologia provindrà dels governs europeus que comencen a donar suport econòmic a les baixes emissions de CO2 dels cotxes. Aquesta tecnologia bastant simple proporciona un efecte mesurable sobre el cicle europeu de mesurament del consum a la ciutat, i s'adopta molt ràpidament des de finals dels anys 2000.
A la regió Valònia de Bèlgica, des del 11 març 2019 és prohibit mantenir el motor en marxa en un vehicle estacionari, una infracció que es pot multar amb fins a 130 €.

## Descripció del sistema modern

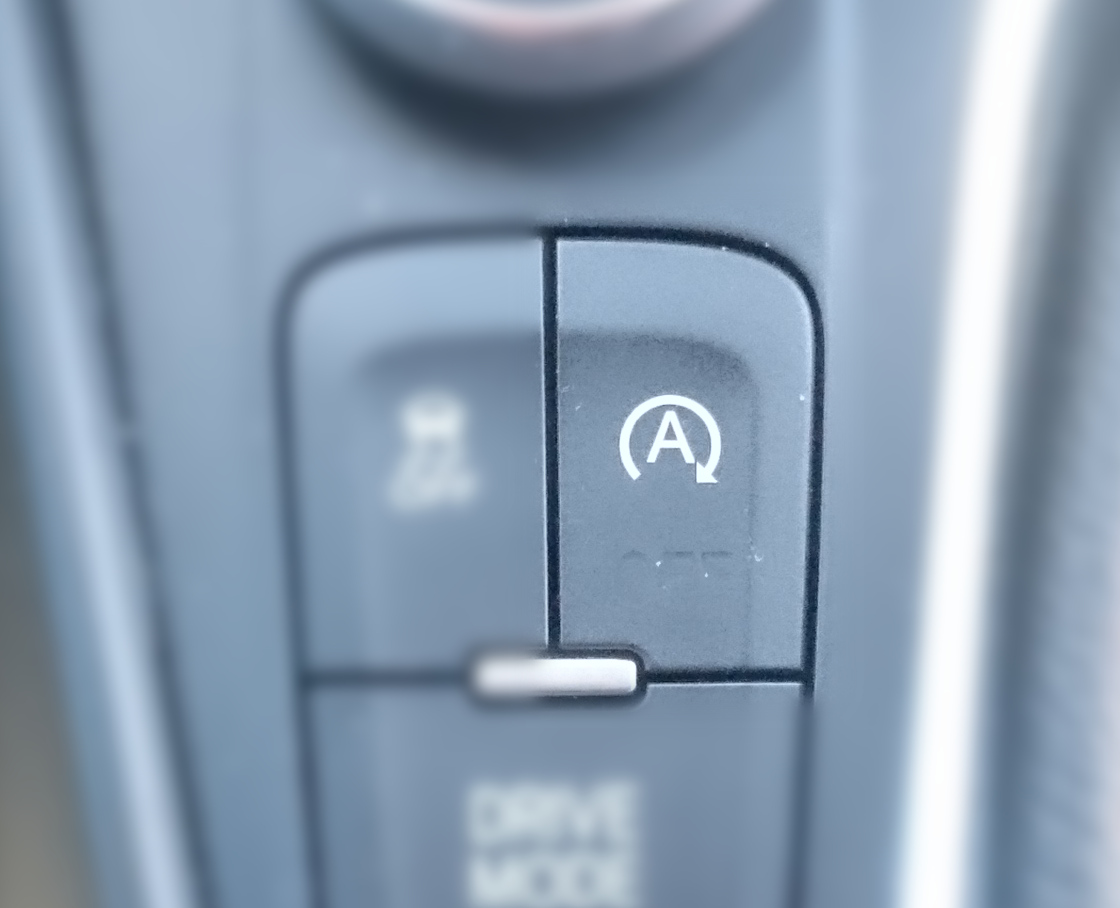
Botó per desactivar el sistema d'un Ford Focus

El sistema es compon de dos elements principals : 
- una màquina de reinici, que pot ser :
- # un alternador reversible (o alternador-arrencador), que exerceix tant el rol d'arrencador com d'alternador (que ocupa el lloc, utilitzant els mateixos punts connexió), però s'instal·la a part del motor d'arrencada convencional, que es reserva per a les primeres arrancades. El seu ús garanteix un reinici ràpid i silenciós;
- # un simple reforç de la bateria d'arrencada (bateria existent), per permetre suportar els molts reinicis addicionals imposats. Aquesta tècnica és menys costosa, però també molt menys efectiva en termes d'aprovació;
- # un arrencador amb aire comprimit, que també pot servir com a retardador i com a potència addicional, per exemple durant l'acceleració;[7]
- una caixa electrònica que gestiona la interconnexió entre la màquina de reinici, l'ordinador del motor i la caixa de servei intel·ligent.

Apart d'aquests dos elements principals, el sistema inclou una bateria hermètica de recombinació de gas, així com una corretja suficientment dimensionada, en el cas d'un sistema d'alternador-arrencador.

## Funcionament
Un exemple d'implementació d'aquesta tècnica és el següent : 
- tan aviat com la velocitat assolida sigui inferior a 6 km/h, el motor està en marxa, l'embragatge queda obert;
- el motor s'atura quan el peu pressiona el pedal de fre;
- quan es deixa anar el pedal de fre, el motor arranca de forma automàtica i instantània;
- quan es torna a sol·licitar l'accelerador, l'embragatge es tanca gradualment.

D'altra banda, el motor només es pot aturar si es compleixen les condicions necessàries. Així, la parada no es realitzarà si fa massa calor o fa massa fred, si es produeix una descongelació, etc. Sovint el sistema es pot desactivar amb un botó (de vegades anomenat "motor parada i arrencada").
Aquest sistema genera un estalvi d'energia quan la durada de l'aturada estalvia l'energia necessària pel reinici.

## Avantatges i desavantatges delStop & Start

### Avantatges
per al constructor
- si el trànsit es realitza en enbotellaments, el sistema ofereix una reducció important del consum i de les emissions de CO₂ :
- l'eficiència elèctrica és superior a la d'un alternador convencional;
- És possible re-arrancar el motor durant l'apagada, per exemple, si el conductor canvia d'opinió inesperadament;
- la instal·lació a la unitat de motor i la integració elèctrica són senzilles;

per a l'usuari
- es redueix el consum i les CO₂ (del 6 al 10%, teòricament fins al 15%,[8][9] al cicle urbà a les hores punta);[10]
- l'apagat i el reinici del motor són automàtics;
- el reinici del motor és immediat i silenciós (aproximadament 400ms);
- el soroll i les vibracions del motor s'eliminen durant l'apagada momentània, .

### Desavantatges
- Els estalvis només es poden aconseguir en usos urbans o en carreteres molt transitades.[11][12]
- En detenir el motor, la temperatura disminueix gradualment en el convertidor catalític, cosa que fa que sigui menys eficaç al re-arrancar que la aturada es perllonga i la temperatura ambient baixa. Com més gran sigui el temps d'inactivitat, més augmentarà la contaminació a la posada en marxa, compensada parcialment o totalment per l'absència total d'emissions durant les fases d'aturada.
- Quan el motor s'atura, l'escalfament i el refredament perden gradualment l'eficiència. En cas de parar-se perllongadament, tots els accessoris que utilitzen la bateria poden buidar-la, sobretot si la temperatura ambient és baixa, si està mal carregada, vella, o si l'apagada és massa llarga.
- Els diferents constructors

Dels dos precursors que són Fiat i Volkswagen, el segon ha perseverat tres vegades (Formel E, Ecomatic, després les versions de 3 L de Lupo i A2), abans de veure la difusió de la tecnologia.
El primer fabricant d'equips a oferir un sistema per a la producció massiva és Valeo en col·laboració amb PSA, amb el seu alternador d'arrencada (sistema STARS: «Starter Alternator Reversible System»). Segons Valeo, feria un estalvi de consum de fins a uns 15% en circulació urbana.

## Vehicles europeus
Des de la transició cap als estàndards Euro 5, cada vegada són més els vehicles amb caixes manuals o robotitzades equipades amb aquest sistema, a tots els nivells del rang. El sistema Valeo es munta en els Citroën, Peugeot, Smart, Land Rover, Volvo, mentre que el sistema Bosch equipa Volkswagen, SEAT, Nissan o Fiat en diversos models de gasolina i dièsel. Valeo anuncia per a la primavera del 2010 el llançament de la seva segona generació de Stop & Start prevista per al tercer trimestre del mateix any. Aquesta nova generació, anomenada "i-STARS", es distingeix per la integració de l'electrònica de control a la màquina elèctrica. Bosch ha compatibilitzat el sistema amb les caixes de canvi automàtiques.
Smart Idle Stop System desenvolupat per Mazda. Quan s'atura el motor, els pistons es posicionen en una configuració que permet re-arrancar directament mitjançant una combustió, amb un temps d'arrencada de 0,35 segons, és a dir, es pot arrencar el cotxe mitjançant un sistema electrònic sense consumir ls 60 A típics de la bateria.